# Arraial de São Luiz
O Arraial de São Luiz foi o primeiro povoado a ser estabelecido no atual estado brasileiro do Tocantins, tendo sido fundado pelo bandeirante paulista Antônio Ferraz de Araújo em 1734. Nomeado inicialmente em homenagem a Dom Luís de Mascarenhas, então governador da Capitania de São Luís e fundador da Vila Boa (atual Cidade de Goiás – GO), foi renomeada em tributo à Nossa Senhora da Natividade. No ano seguinte à sua fundação, foi transferida por ordem de Manuel Rodrigues de Araújo para o sopé da serra, local de melhor acesso onde localiza-se até hoje.